# Haengju-dong
Haengju-dong (koreanska: 행주동)  är en stadsdel i staden Goyang i  provinsen Gyeonggi i den nordvästra delen av Sydkorea, 15 km nordväst om huvudstaden Seoul. Den ligger i stadsdistriktet Deogyang-gu.